# Couvent de Kronach
Le couvent de Kronach (en allemand : Kloster Kronach) est un ancien couvent franciscain de la stricte observance situé à Kronach dans le diocèse de Bamberg en Bavière. Il appartient aujourd'hui aux missionnaires oblats de Marie-Immaculée de la province d'Europe centrale.

## Historique
L'église consacrée à saint Pierre d'Alcantara est bâtie en 1649 par les franciscains de la stricte observance de Strasbourg avec l'hospice attenant et la partie conventuelle, le tout construit par l'architecte franciscain Sixtus et terminé dans les années 1670. Le couvent est sécularisé en 1829 par la couronne de Bavière et ses biens sont confisqués.
L'église et une partie de l'ancienne partie conventuelle subsistante sont rachetées par les oblats de Marie-Immaculée qui ouvrent dans les bâtiments attenants une école de garçons et un juniorat missionnaire.

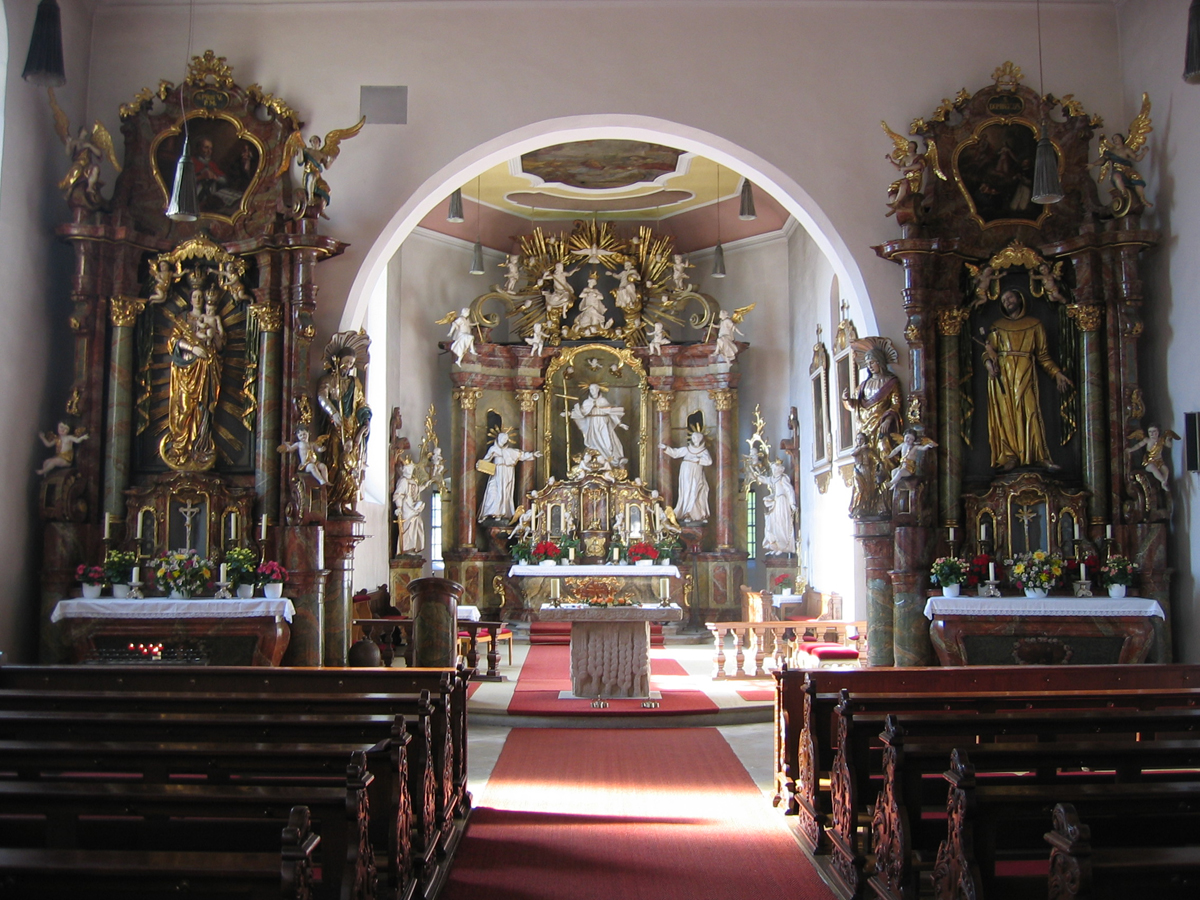
Vue de la nef et de l'autel.
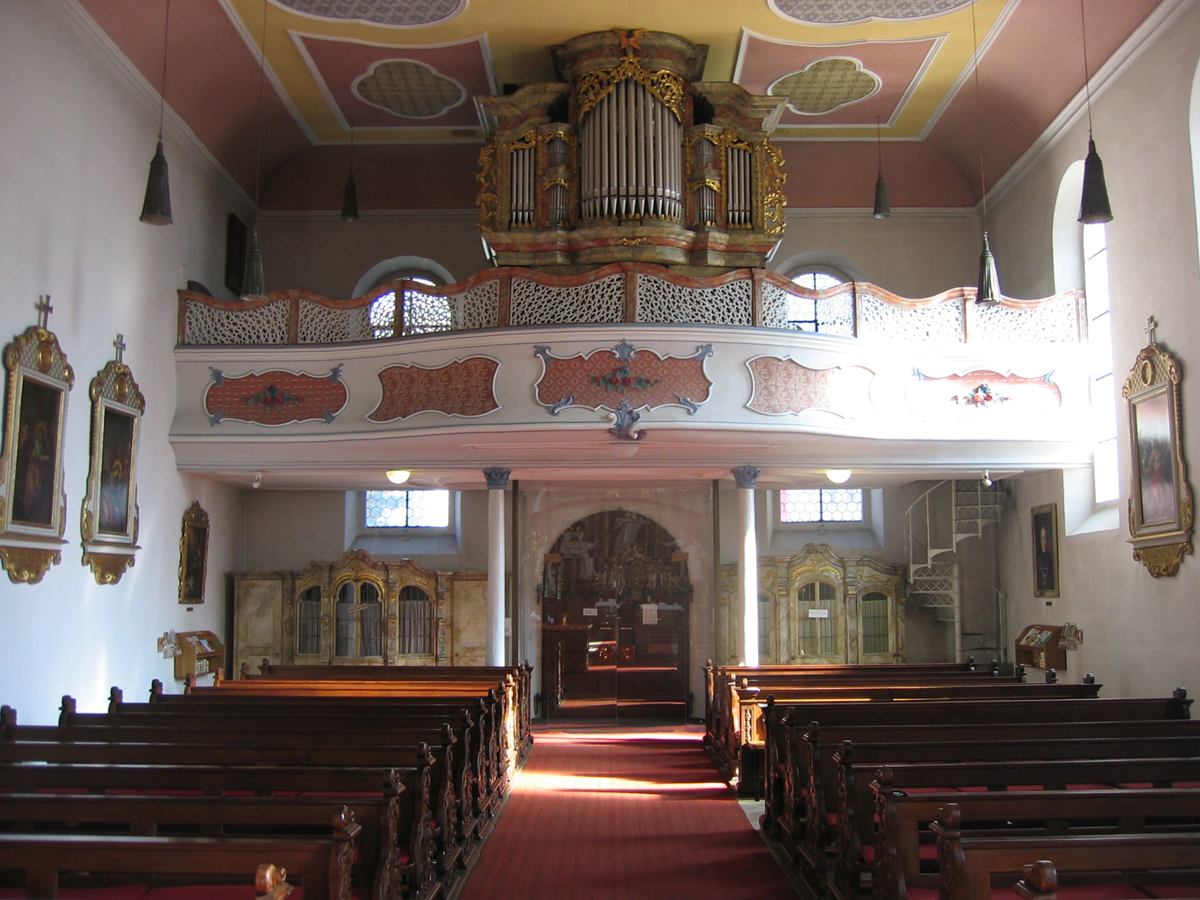
Vue de la tribune et de l'orgue.